# Drexel Gomez
Drexel Wellington Gomez (* 24. Januar 1937) ist emeritierter anglikanischer Erzbischof und Primas der Kirchenprovinz der Westindischen Inseln.
Er besuchte 1955–57 das Codrington College in Barbados und 1957–59 die University of Durham. 1959 wurde er ordiniert, 1960 Priester und 1972 zum Bischof von Barbados geweiht. 1996 wurde er Bischof der Diözese der Bahamas & der Turks- und Caicosinseln. 1998 wurde er zum Erzbischof und Primas der Kirchenprovinz der Westindischen Inseln gewählt. Sein voller Titel lautet „His Grace, The Most Reverend Drexel Wellington Gomez, Lord Archbishop, Metropolitan and Primate of the Church of the West Indies & Bishop of the Diocese of Nassau & the Bahamas (including the Turks & Caicos Islands)“. 
Zusammen mit Erzbischof Peter Akinola, Primas der Church of Nigeria, ist Erzbischof Gomez ein führender Gegner der Ordination von nichtzölibatären Lesben und Schwulen, ein Thema, das zu einer Krise der Anglikanischen Gemeinschaft nach der Bischofsweihe von Gene Robinson als Bischof der Episcopal Diocese of New Hampshire 2003 führte. Anders als Akinola jedoch befürwortet er die Entkriminalisierung der Homosexualität, da er dies als eine Frage der Menschenrechte erachtet, auch wenn er an einer negativen moralischen Bewertung von gleichgeschlechtlichem Verkehr festhält.
Oktober 2003 ernannte der Erzbischof von Canterbury, Rowan Williams, Gomez als Mitglied der Lambeth Commission on Communion.  Diese Kommission hat einen Bericht erarbeitet, der weithin als Windsor Report bekannt ist, und im Oktober 2004 veröffentlicht wurde.